# Geoffrey Mason
Pour les articles homonymes, voir Mason.
Geoffrey Travers Mason, né le 13 mars 1902 à Philadelphie et mort le 5 janvier 1987 à East Providence, est un bobeur américain.
Il est sacré champion olympique en bob à cinq en 1928 à Saint-Moritz, bien qu'il n'ait commencé le bobsleigh qu'un mois auparavant après avoir lu une publicité dans un journal parisien demandant aux athlètes américains en Europe de représenter les États-Unis en bobsleigh durant ces Jeux. Il s'agit de sa seule course de bobsleigh au niveau international.

## Palmarès
- : Médaillé d'or du bob à cinq aux Jeux olympiques d'hiver de 1928 à Saint-Moritz ( Suisse)